# András Török
Pour les articles homonymes, voir Török.
András Török, né le 9 juillet 1978 à Budapest, est un joueur professionnel de squash représentant la Hongrie. Il atteint le 73e rang mondial en juillet 2019, son meilleur classement. Il est champion de Hongrie à 8 reprises consécutivement entre 1996 et 2003.

## Palmarès

### Titres
- Championnats de Hongrie : 8 titres (1996-2003)